# Kwon Ri-se
Kwon Ri-se, auch bekannt unter dem Mononym RiSe, (koreanisch 권리세; * 16. August 1991 in Fukushima; † 7. September 2014 in Suwon) war eine südkoreanische Sängerin japanischer Herkunft. Sie erlangte Bekanntheit als Mitglied der K-Pop-Gruppe Ladies’ Code, der sie von 2013 bis zu ihrem Unfalltod im September 2014 angehörte.

## Leben
Kwon Ri-se wuchs in ihrer Heimatstadt Fukushima auf und besuchte dort die Fukushima Korea Junior High School, ehe sie auf die Tokyo Korean School ging und anschließend mit Schwerpunkt Volkswirtschaft und Betriebswirtschaftslehre an der Seikei-Universität studierte. 2009 nahm sie nach mehreren Model-Engagements als japanische Repräsentantin an der Wahl zur Miss Korea teil. 2010 und 2011 nahm Kwon als Kandidatin an der Castingshow Star Audition The Great Birth teil und wurde daraufhin von der Künstleragentur KeyEast unter Vertrag genommen. Es folgten eine Reihe von Fernsehauftritten in Südkorea, darunter in den Shows We Got Married und 1000 Song Challenge. 2013 wechselte sie nach Auslaufen ihres Vertrags zu Polaris Entertainment, um eine Laufbahn als K-Pop-Sängerin einzuschlagen.
Im Februar 2013 wurde Kwon Ri-se als Mitglied der neuen K-Pop-Gruppe Ladies’ Code auf dem YouTube-Kanal von Polaris Entertainment vorgestellt und trat in dieser unter dem Mononym RiSe auf. Die erste Single der Gruppe folgte im Monat darauf. Insgesamt veröffentlichte Kwon mit Ladies’ Code zwei Extended Plays (Code 01 Bad Girl; Code 02 Pretty Pretty) und ein Single-Album (Kiss Kiss), welche sich allesamt in den koreanischen Charts platzieren konnten.
Genau einen Monat nach der Veröffentlichung von Kiss Kiss befand sich Kwon mit den anderen Mitgliedern von Ladies’ Code auf der Rückfahrt von einem Auftritt an der Daegu Gyeongbuk Institute of Science and Technology, als der vom Manager gefahrene Van der Gruppe aufgrund zu hoher Geschwindigkeit und einer nassen Fahrbahn auf dem Expressway 50 von der Straße abkam und gegen eine Wand prallte. Die Sängerin Go Eun-bi war sofort tot, Kwon Ri-se erlitt lebensbedrohliche Verletzungen. Auch die restlichen Fahrzeuginsassen erlitten schwere oder leichte Verletzungen. Kwon wurde ins Catholic University of Korea St. Vincent’s Hospital gebracht und dort über mehrere Stunden hinweg am Kopf notoperiert. Hierbei fiel die Sängerin aufgrund von Komplikationen in ein Koma. Kwon erlangte nicht wieder das Bewusstsein, sie starb am 7. September 2014 im Alter von 23 Jahren.
Eine öffentliche Trauerfeier für Kwon Ri-se fand am 9. September unter der Teilnahme vieler Persönlichkeiten der koreanischen Musikbranche in Seoul statt. Zu den Anwesenden gehörten Mitglieder von Super Junior, Shinee und Kara. Zu einem späteren Zeitpunkt fand eine weitere Trauerfeier im privaten Kreise in Japan statt. Ein Teil der Asche von Kwon Ri-se wurde im Grab ihres Vaters in Japan beigesetzt, der andere in einem Grabmal auf dem Friedhof Bundang Memorial Park in Seoul.
Am 22. August 2015 fand in Japan ein Gedenkkonzert für Kwon Ri-se und ihre Bandkollegin Go Eun-bi mit Mitgliedern von Ladies’ Code und anderen koreanischen Musikern statt. Die Einnahmen des Konzerts kamen wohltätigen Zwecken zugute.

## Diskografie
- 2011: MBC Star Audition The Great Birth Part 1 (Album zur Fernsehshow Star Audition The Great Birth; Titel Hey Hey Hey)
- 2011: MBC Star Audition The Great Birth Part 8 (Album zur Fernsehshow Star Audition The Great Birth; Titel Like a Virgin)

## Fernsehauftritte
- 2010–2011: Star Audition The Great Birth
- 2011: We Got Married
- 2013: Splash
- 2013: It's a Person Q
- 2013: 1000 Song Challenge
- 2013: Running Man E149